# Dormeuil
Dormeuil er en fransk tekstilvirksomhed, der blev grundlagt i 1842 af den 22-årige Jules Dormeuil.
Dormeuil begyndte med at importere engelsk klæde til Frankrig. I 1862 blev hovedkvarteret etableret på 4 rue Vivienne i Paris. Den første butik uden for Frankrig åbnede på 10 New Burlington Street i London, England. 
Den nuværende formand for virksomheden er Dominic Dormeuil.
Dormeuil har butikker i Paris, Neuilly-sur-Seine, Bordeaux, Strasbourg og Minato-ku i Tokyo.